# Fly Air

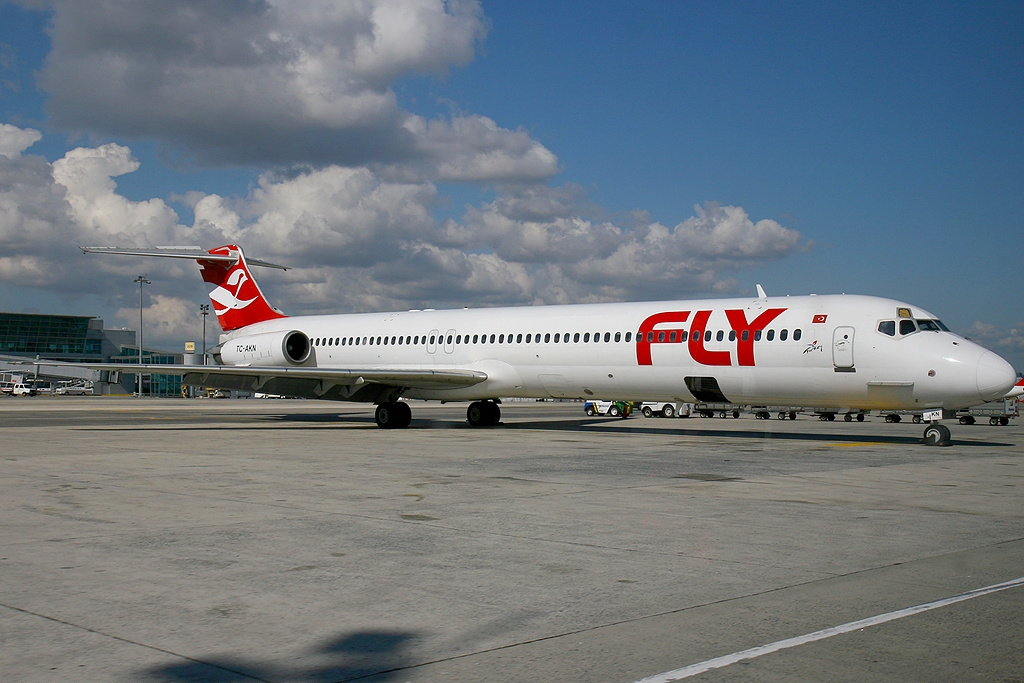
MD-83 de Fly Air

Fly Air était  une ancienne compagnie aérienne turque.
- AITA Code: F2
- OACI Code: FLM
- Callsign: Fly World

## Histoire
La compagnie a été établie et a commencé ses opérations en 2002. Elle a lancé des services domestiques en octobre 2003.

## Service
Fly Air offre les services suivants (janvier 2005) :
- Destinations domestiques : Ankara, Antalya, Istanbul et Izmir
- Destinations internationales : Amsterdam, Bruxelles, Eindhoven et Zurich.

## Flotte
Composition de la flotte de Fly Air (août 2005):
- 2 Airbus A300B2
- 2 Airbus A300B4